# Vuelta a Murcia 2015
La Vuelta a Murcia 2015, ufficialmente Vuelta Ciclista a Murcia, trentacinquesima edizione della corsa e valida come evento dell'UCI Europe Tour 2015 categoria 1.1, si è svolta il 14 febbraio 2015 su un percorso di 197,8 km. È stata vinta dall'estone Rein Taaramäe, al traguardo con il tempo di 5h11'38", al secondo posto l'olandese Bauke Mollema e a completare il podio il ceco Zdeněk Štybar.
Partenza da Mazarrón con 147 ciclisti, dei quali 110 portarono a termine la gara a Lorca.

## Squadre e corridori partecipanti
| N.      | Cod. | Squadra                     |
| ------- | ---- | --------------------------- |
| 1-7     | MOV  | Movistar Team               |
| 11-17   | TFR  | Trek Factory Racing         |
| 21-27   | COF  | Cofidis, Solutions Crédits  |
| 31-37   | EQS  | Etixx-Quick Step            |
| 41-47   | TGA  | Team Giant-Alpecin          |
| 51-57   | AST  | Astana Pro Team             |
| 61-67   | FDJ  | FDJ                         |
| 71-77   | KAT  | Team Katusha                |
| 81-87   | CCC  | CCC Sprandi Polkowice       |
| 91-97   | CJR  | Caja Rural-Seguros RGA      |
| 101-107 | TSV  | Topsport Vlaanderen-Baloise |

| N.      | Cod. | Squadra                      |
| ------- | ---- | ---------------------------- |
| 111-117 | RVL  | RusVelo                      |
| 121-127 | BOA  | Bora-Argon 18                |
| 131-137 | UHC  | UnitedHealthcare Pro Cycling |
| 141-147 | EUC  | Team Europcar                |
| 151-157 | TNN  | Team Novo Nordisk            |
| 161-167 | FRB  | Team Frøy Bianchi            |
| 171-177 | BUR  | Burgos BH                    |
| 181-187 | AJT  | ActiveJet Team               |
| 191-197 | ESP  | Selezione spagnola           |
| 201-207 | MUR  | Murias Taldea                |

## Ordine d'arrivo (Top 10)
| Pos. | Corridore         | Squadra          | Tempo    |
| ---- | ----------------- | ---------------- | -------- |
| 1    | Rein Taaramäe     | Astana           | 5h11'38" |
| 2    | Bauke Mollema     | Trek Factory     | a 10"    |
| 3    | Zdeněk Štybar     | Etixx-Quick Step | s.t.     |
| 4    | Fabio Felline     | Trek Factory     | s.t.     |
| 5    | Luis León Sánchez | Astana           | s.t.     |
| 6    | Maciej Paterski   | CCC Sprandi      | s.t.     |
| 7    | Tiago Machado     | Katusha          | s.t.     |
| 8    | Arthur Vichot     | FDJ              | s.t.     |
| 9    | Floris De Tier    | Topsport Vl.     | s.t.     |
| 10   | Marco Canola      | UnitedHealthcare | s.t.     |